# Штадтман, Жан Фредерик
Жан Фредерик Штадтман (фр. Jean Frédéric Stadtmann; 1762—1807) — французский ботаник.

## Биография
Жан Фредерик Штадтман родился в 1762 году на территории Эльзаса. О его ранних годах ничего не известно.
С мая 1786 года работал врачом в Иль-де-Франс. Кроме медицины Штадтман интересовался ботаникой, в частности, был талантливым ботаническим художником. Вместе с Жаном Николя Сере Штадтман по просьбе Жана Батиста Ламарка принимал участие в подготовке статей и иллюстраций для раздела по ботанике книги Шарля Жозефа Панкука Encyclopédie Méthodique. В 1793 году Ламарк назвал в честь Штадтмана род растений Stadmania.
Штадтман некоторое время путешествовал с Франсиско Нороньей, именем которого он назвал род Noronhia. Он собрал обширный гербарий растений с Маврикия и Мадагаскара и из Южной Африки. В 1789 году Штадтман передал ботанику Пьеру-Реми Вийеме множество образцов с Маврикия, впоследствии описанных в Herbarium Mauritianum.
Штадтман умер, предположительно, в 1807 году.

## Роды, названные в честь Ж. Ф. Штадтмана
- Stadmania Lam., 1793